# Nyein Chan Aung
Nyein Chan Aung (* 18. August 1996 in Myitkyina) ist ein myanmarischer Fußballspieler.

## Karriere

### Verein
Nyein Chan Aung stand von 2011 bis 2014 beim Manaw Myay FC unter Vertrag. Der Verein aus seiner Geburtsstadt Myitkyina spielte in der ersten Liga des Landes, der Myanmar National League. 2015 wechselte er zum Ligakonkurrenten Yangon United nach Rangun. 2015 und 2018 feierte er mit United die myanmarische Fußballmeisterschaft, 2016 und 2017 wurde er Vizemeister. Den General Aung San Shield gewann er mit dem Verein 2018 und 2019. 2016 und 2018 gewann er den MFF Charity Cup. Im Juni 2022 ging er nach Thailand, wo er einen Vertrag beim Zweitligaaufsteiger Nakhon Si United FC unterschrieb. Für den Verein aus Nakhon Si Thammarat bestritt er sechs Zweitligaspiele. Zur Rückrunde 2022/23 schloss er sich im Januar 2013 dem Drittligisten Muangtrang United FC an. Mit dem Drittligaaufsteiger spielt er in der Southern Region der Liga.

### Nationalmannschaft
Nyein Chan Aung spielt seit 2014 für die Nationalmannschaft von Myanmar.

## Erfolge
Yangon United
- Myanmar National League: 2015, 2018
- General Aung San Shield: 2018, 2019
- MFF Charity Cup: 2016, 2018